# La giudice
La giudice (소년 심판?, Sonyeon simpanLR; nota anche con il titolo internazionale Juvenile Justice) è una serie televisiva sudcoreana trasmessa da Netflix a partire dal 25 febbraio 2022.

## Trama
Shim Eun-seok è una giudice dal carattere algido e distaccato, la quale – sebbene sia particolarmente nota nell'ambiente come persona che ha un'avversione per gli adolescenti e per i crimini da loro commessi – viene assegnata a presiedere un tribunale dei minori. La donna si trova così costretta a mettere da parte le proprie antipatie e, essendo comunque onesta e dal carattere integro, ad applicare nel miglior modo possibile la giustizia, comprendendo anche il «perché» alla base di una determinata azione. Con il passare del tempo, Eun-seok inizia anche a sviluppare più empatia nei confronti dei ragazzi che si trovano in aula, e allo stesso tempo ha modo di diventare una persona migliore.